# Lomborg (plaats)
Lomborg is een plaats in de Deense regio Midden-Jutland, gemeente Lemvig, en telt 353 inwoners (2008).